# Gaelic Football Bro-Leon
Le Gaelic Football Bro-Leon (GFBL) est le club de football gaélique du Léon.
Basé aujourd'hui à Brest et participant au Championnat de Bretagne de football gaélique, il a pour objectif de développer ce sport dans l'ensemble du Léon.

## Historique
Le Gaelic Football Bro-Leon est né en 2000, prenant la suite de l'équipe lancée en 1998 par l'association culturelle Irlandaise Blas Ceilteach et qui fut la première équipe de football gaélique bretonne,. Le club brestois devient alors le premier club européen qui n'ait pas été créé par des ressortissants Irlandais.
Le club est l'un des rares en Bretagne à compter une section masculine et une section féminine représentés à la fois en championnat de Bretagne et en championnat de France.
Le club compte plusieurs joueurs et joueuses en sélections nationales (équipe de France et équipe de Bretagne),.
Lors de la saison 2011-2012, il se qualifie pour la finale de la Coupe de Bretagne mais s'incline contre Liffré.
En septembre 2013, le club devient le premier club français, en même temps que Liffré à ouvrir une section jeunes.
Depuis 2019, le GFBL s'entraîne également à Dirinon une fois par semaine.

## Section masculine
L'équipe masculine du GFBL est présente en championnat de Bretagne depuis 2006 et en Championnat de France depuis 2009.
L'équipe est également régulièrement représentée en championnats internationaux comme à l'Euroligue (Pan Euros, Coupe d'Europe des clubs) et remporte la deuxième place en 2022.
Des joueurs du GFBL font également partie des sélections nationales comme l'équipe de Bretagne au sein de laquelle ils participent aux Championnats d'Europe et du Monde.

### Palmarès
| Saisons   | Championnat de Bretagne | Coupe de Bretagne        | Championnat de France            | Euroligue                                               | Challenge de Monterfil |  |
| --------- | ----------------------- | ------------------------ | -------------------------------- | ------------------------------------------------------- | ---------------------- |  |
| 2023-2024 |                         |                          |                                  | 4e (D2) (Entente Brest, Lorient, Quimper)               |                        |  |
| 2022-2023 | 5e (D2)                 |                          |                                  | 2e (D2) (Entente Brest, Quimper, Saint-Brieuc, Lorient) |                        |  |
| 2016-2017 | 12e (6e de D2)          | Quart de Finaliste       | 15e (3e de D3)                   | Pas de participation                                    |                        |  |
| 2015-2016 | 8e (3e de D2)           | Quart de Finaliste       | Pas de participation             | Pas de participation                                    | Pas de participation   |  |
| 2014-2015 | 7e (2e de D2)           | Quart de Finaliste       | 13e (Vice champion de promotion) | Pas de participation                                    | Pas de participation   |  |
| 2013-2014 | 8e                      | Tour Préliminaire (1/8e) | Pas de participation             | Pas de participation                                    | Pas de participation   |  |
| 2012-2013 | 9e                      | Quart de Finaliste       | non qualifié                     | Pas de participation                                    |                        |  |
| 2011-2012 | 7e                      | Finaliste                | non qualifié                     |                                                         |                        |  |
| 2010-2011 | 3e                      | Demi-finaliste           | non qualifié                     |                                                         |                        |  |
| 2009-2010 | 4e                      |                          | 9e                               |                                                         |                        |  |
| 2008-2009 | 5e                      |                          |                                  |                                                         |                        |  |
| 2007-2008 |                         |                          |                                  |                                                         |                        |  |
| 2006-2007 | 2e                      |                          |                                  |                                                         |                        |  |

## Section féminine
La section féminine du Gaelic Football Bro-Leon participe activement aux compétitions majeures nationales et internationales, notamment le Championnat de Bretagne, le Championnat de France et la Pan Euros (Coupe d'Europe des clubs). Dans le cadre du Championnat de Bretagne et du Championnat de France, le GFBL joue en entente avec le Lorient GAC et le Gaelic Football Bro Sant Brieg.
Le GFBL est un représentant régulier lors de la Coupe d'Europe des clubs (Euroligue ou Pan Euros), où les joueuses font partie de diverses alliances sportives. La section féminine du club compte des joueuses qui ont également été sélectionnées pour représenter leurs équipes nationales, que ce soit au sein de l'équipe de France ou de l'équipe de Bretagne. Les joueuses ont pu notamment participer aux Euro Games et aux World Games (Championnats d'Europe et Championnats du Monde).
En octobre 2023, l'équipe féminine du GFBL remporte son premier titre lors de l'Euroligue.

### Palmarès
| Saison    | Championnat de Bretagne | Championnat de France | Euroligue                                         |
| --------- | ----------------------- | --------------------- | ------------------------------------------------- |
| 2023-2024 |                         |                       | 1e Junior League (Entende Breizh Izel - Normandy) |
| 2022-2023 | 2e                      | 6e (3e de D2)         | 2e (Entente Paris, Brest)                         |
| 2015-2016 | 4e                      |                       |                                                   |

## Jumelage
Membre actif du comité de jumelage Brest - Dun Laoghaire, le Gaelic Football Bro-Leon a engagé un jumelage sportif en 2009 avec le club de Naomh Ólaf CLG (en).
En 2014, le club met en place un partenariat avec le club de Plymouth GAA. Le Gaelic Football Bro-Léon accueille ses homologues anglais pour la première fois le 25 octobre 2014 (Victoire de Plymouth (2-3) 9 - 22 (3-13)).

## Culture bretonne
Le Gaelic Football Bro-Leon est membre depuis sa création de l'association SKED, qui réunit les acteurs de la culture bretonne du pays de Brest.
Le GFBL est également membre de l'association Ti Ar Vro Landerne Daoulaz. Dans ce contexte, le club propose des initiations et des découvertes du Football Gaélique, notamment lors de la Fête de la Bretagne.
Il est également signataire de la charte Ya d'ar brezhoneg et a participé à plusieurs éditions d'Ar Redadeg, course relais en soutien à la langue bretonne.